# Jerzy Wilim
Jerzy Antoni Wilim (Chorzów, 14 augustus 1941 – Gladbeck, 7 december 2014) was een Pools voetballer die begin jaren 70 in de Nederlandse Eredivisie speelde.
Wilim begon zijn voetballoopbaan in 1952 bij Szombierki Bytom. Hij speelde daar tot 1970. De aanvaller stapte toen over naar Górnik Zabrze en scoorde daar tien keer in 26 wedstrijden.
In 1972 vertrok hij naar het buitenland en ging spelen bij het Nederlandse Telstar, dat toen nog in de Eredivisie speelde. Hij scoorde 13 keer in 41 duels. Daarna speelde hij nog in Frankrijk bij Stade Rennes en bouwde zijn carrière af bij AKS Niwka Sosnowiec. Hij stopte met voetballen toen hij 42 jaar was vanwege een hoofdblessure.
Zijn hoogtijdagen vierde hij echter bij zijn eerste club, hij speelde van 1963 tot 1969 in het Pools voetbalelftal. Wilim speelde 8 keer voor zijn land. Hij debuteerde op 4 september 1963 in een gedenkwaardige wedstrijd met een 9-0 zege op Noorwegen. Ook Włodzimierz Lubański speelde in die interland mee. Op 10 mei 1964 maakte hij zijn eerste interlandgoal, de 2-1 (eindstand werd 3-1). Dat was tegen de Ieren in Krakau. In april 1969 scoorde hij daar weer maar dan tegen Luxemburg (8-1 overwinning). In Ankara maakte hij op 30 april 1969 tegen Turkije zelfs twee doelpunten (1-3 zege). Op 7 mei 1969 speelde hij in De Kuip zijn laatste interland, tegen Nederland. Hij werd in de 69e minuut gewisseld voor Janusz Żmijewski. Sjaak Roggeveen maakte vlak voor tijd de beslissende 1-0.
Wilim ging daarna in Duitsland wonen, waar hij in 2014 op 73-jarige leeftijd overleed.